# Russische presidentsverkiezingen 2018
De Russische presidentsverkiezingen van 2018 vonden plaats op 18 maart 2018. Hierbij werd gekozen wie de president van Rusland zal worden voor een termijn van zes jaar.
In december 2017 kondigde de zittende president Vladimir Poetin aan zich herkiesbaar te stellen voor een nieuwe ambtstermijn. Hij won uiteindelijk de verkiezingen in de eerste ronde met 76,6% van de stemmen. Hiermee werd een tweede ronde, die eventueel gepland was op 8 april 2018, overbodig.
De presidentsverkiezingen volgden op de parlementsverkiezingen van september 2016, die gewonnen werden door Verenigd Rusland van de zittende Russische premier Dmitri Medvedev.

## Achtergrond
Conform de Russische grondwet mag een presidentskandidaat niet jonger zijn dan 35 jaar en moet deze minstens tien jaar in Rusland woonachtig zijn. Een president wordt verkozen voor een termijn van zes jaar en mag niet meer dan twee aansluitende termijnen dienen. Partijen die vertegenwoordigd zijn in de Staatsdoema komen automatisch in aanmerking om een kandidaat te leveren. Dit betroffen Verenigd Rusland, Rechtvaardig Rusland, de Liberaal-Democratische Partij van Rusland, de Communistische Partij van de Russische Federatie, Rodina en het Burgerplatform. Andere partijen moeten minstens 105.000 handtekeningen verzamelen, terwijl de grens voor onafhankelijke kandidaten op 315.000 handtekeningen ligt. Hiervan mogen niet meer dan 7500 handtekeningen afkomstig zijn uit eenzelfde deelgebied. Voor onafhankelijke kandidaten geldt ook dat zij actiegroepen moeten formeren bestaande uit minstens 500 mensen. De deadline voor dit proces was op 31 januari 2018.
De datum voor de eerste ronde van de presidentsverkiezingen werd vastgesteld op 18 maart 2018, exact vier jaar na de Russische annexatie van de Krim.

## Kandidaten
De in de Staatsdoema vertegenwoordigde partijen Rechtvaardig Rusland, Rodina en het Burgerplatform namen het besluit geen eigen kandidaat af te vaardigen voor deze presidentsverkiezingen. In plaats daarvan steunden zij president Poetin.

### Geregistreerde kandidaten

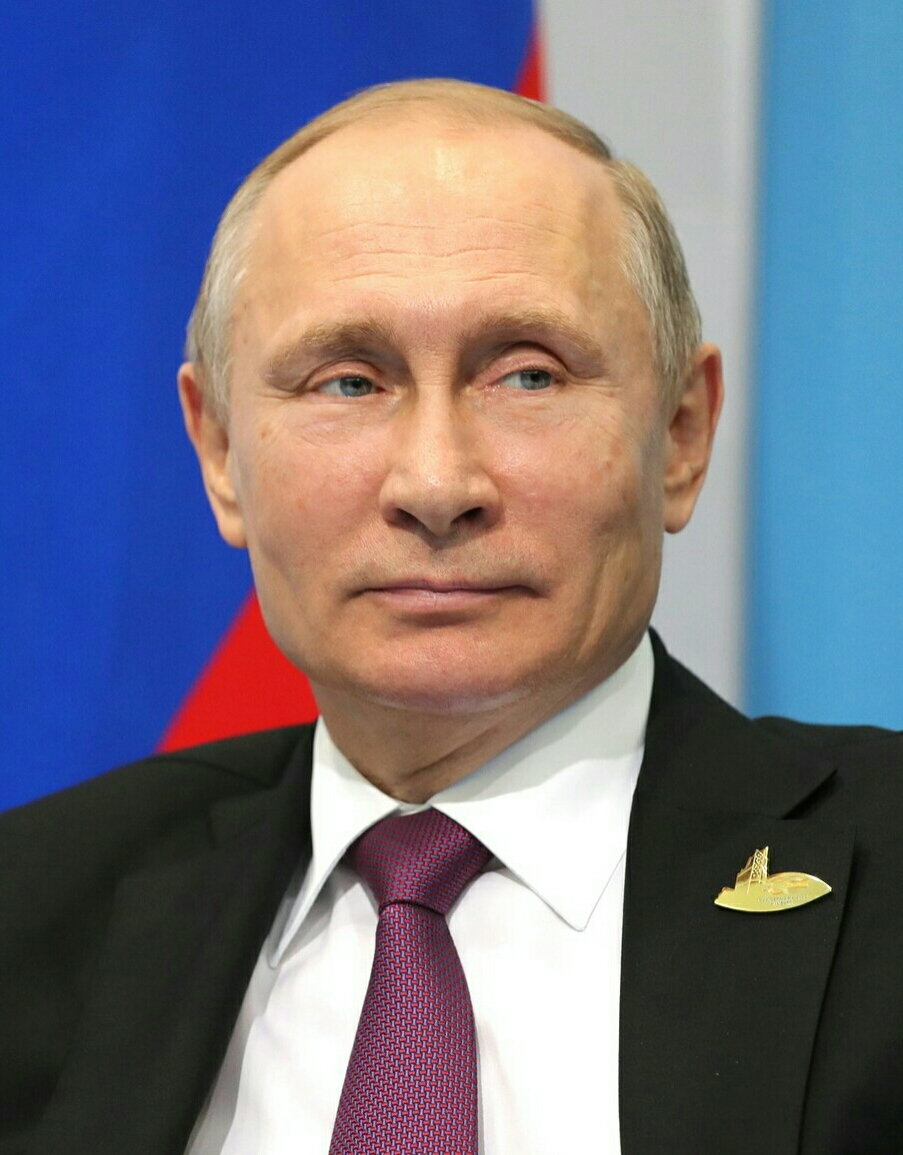
Vladimir Poetin Onafhankelijk (gesteund door Verenigd Rusland)
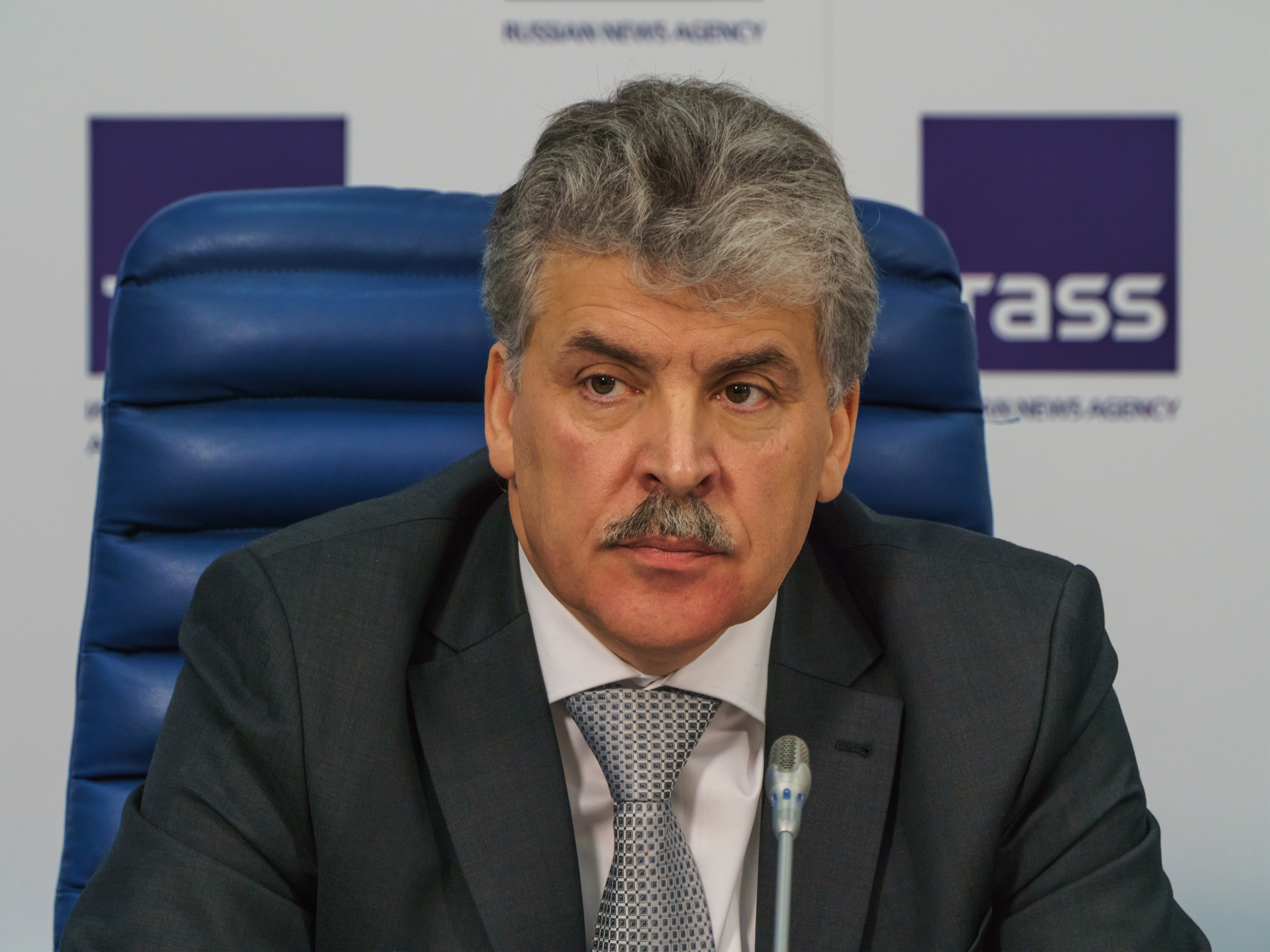
Pavel Groedinin Communistische Partij van de Russische Federatie
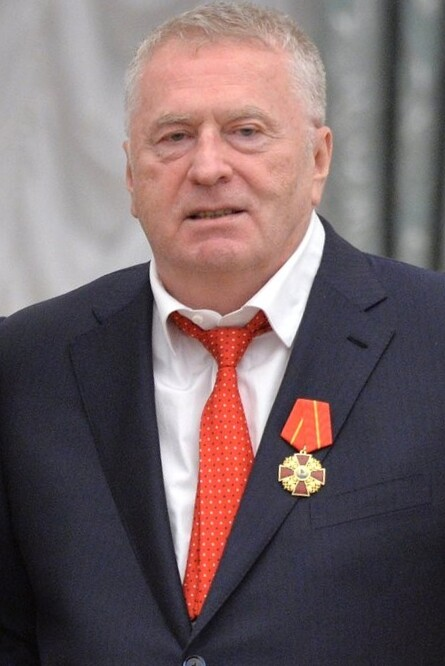
Vladimir Zjirinovski Liberaal-Democratische Partij van Rusland
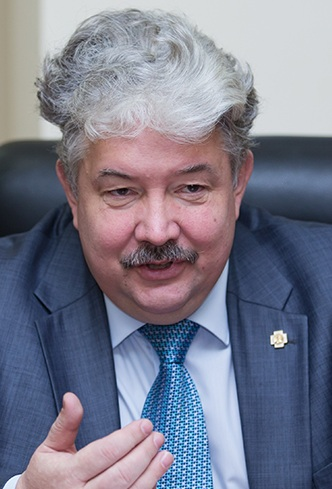
Sergey Baburin Russische Volksunie
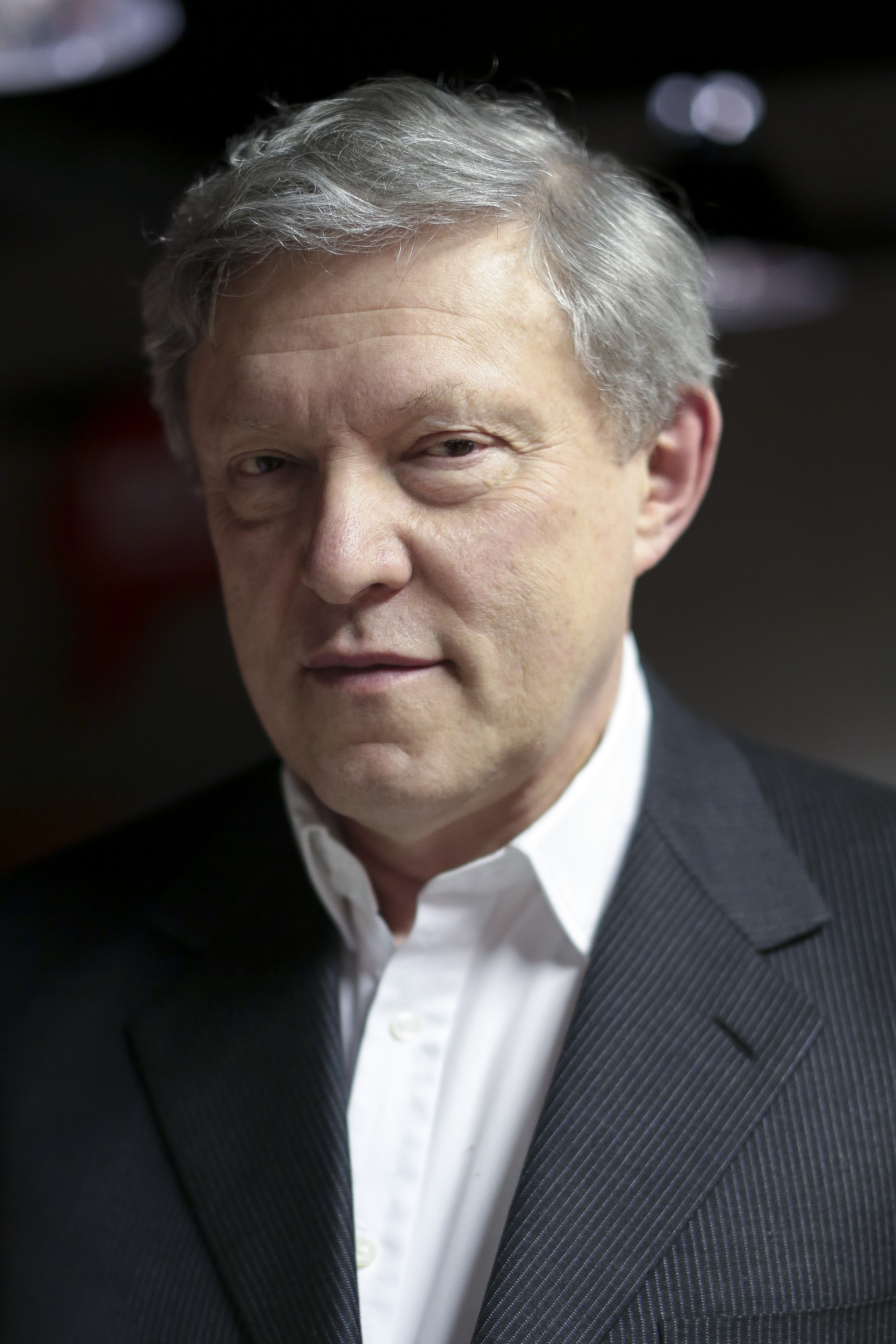
Grigory Yavlinsky Jabloko
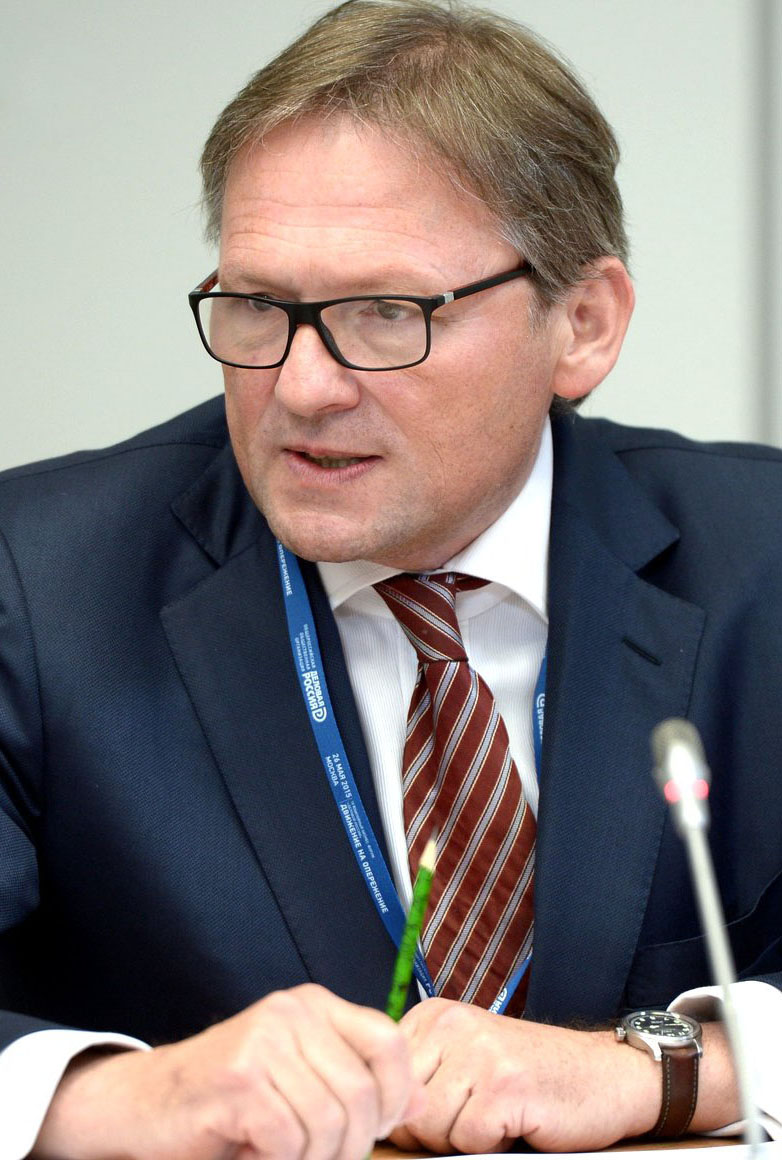
Boris Titov Partij van de Groei
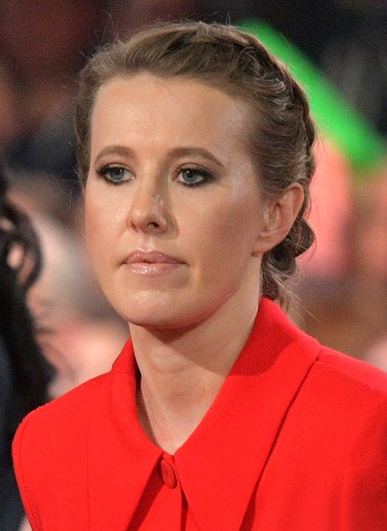
Ksenia Sobchak Burgerinitiatief
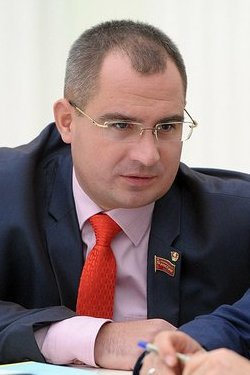
Maxim Suraykin Communisten van Rusland

### Geweigerd

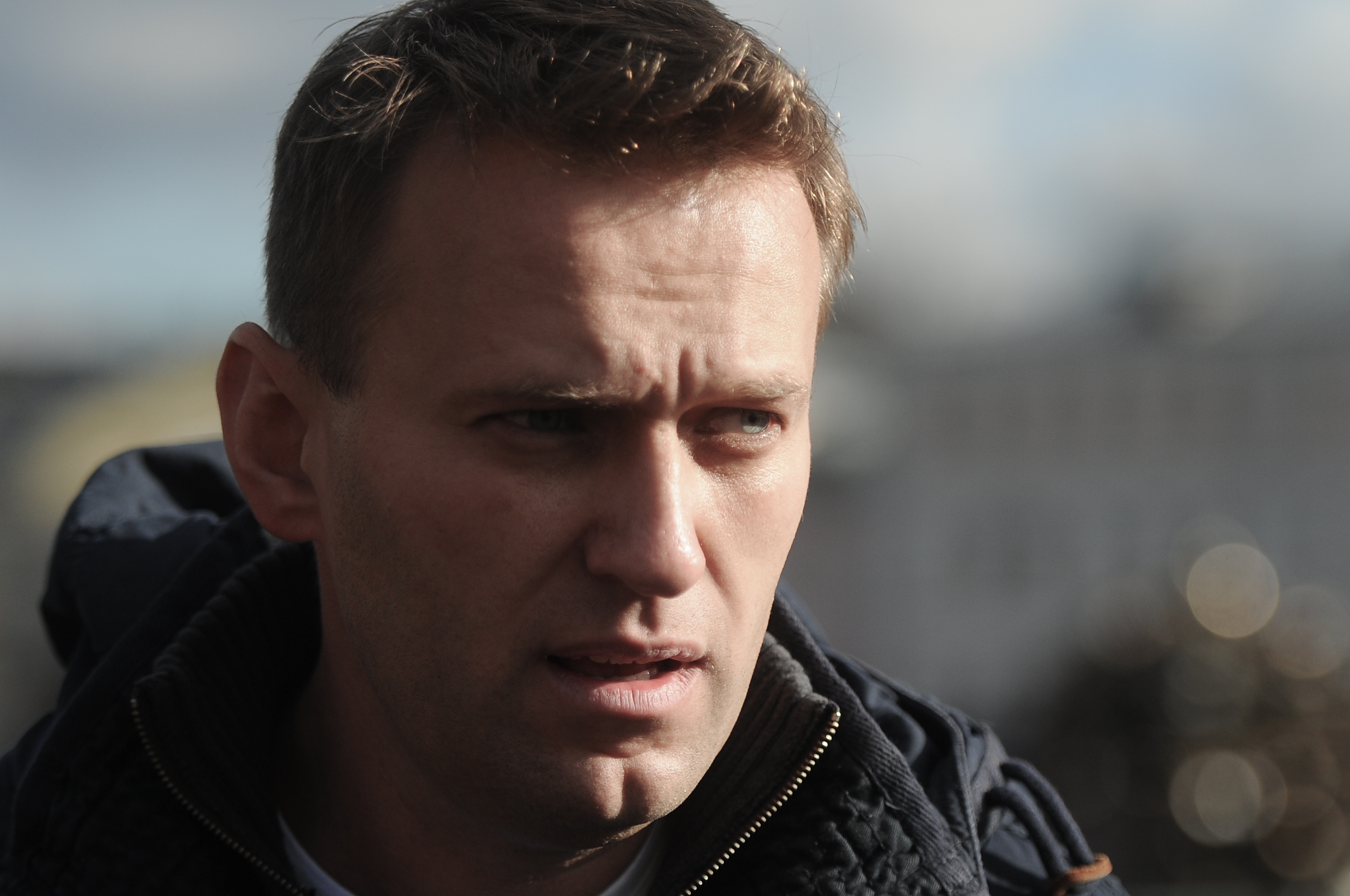
Aleksej Navalny Vooruitgangspartij

## Debatten
Tussen 26 februari en 15 maart 2018 vonden in Rusland verschillende verkiezingsdebatten plaats. Deze werden uitgezonden op vijf federale televisiezenders (waaronder Rusland-1 en Pervyj kanal) en drie radiostations. President Poetin nam niet aan de debatten deel. Hiernaast werden ook debatten gehouden op regionale televisie- en radiozenders, waaraan vertegenwoordigers van de presidentskandidaten (inclusief vertegenwoordigers van president Poetin) meededen.

## Peilingen
| Kandidaat                          | 11 februari 2018 | 10-11 februari 2018 | 9-14 februari 2018 | 16-22 februari 2018 | 3-4 maart 2018 | 4 maart 2018 |
| ---------------------------------- | ---------------- | ------------------- | ------------------ | ------------------- | -------------- | ------------ |
| Vladimir Poetin                    | 71,5 %           | 67 %                | 57 %               | 56 %                | 64 %           | 69,7 %       |
| Pavel Groedinin                    | 7,3 %            | 5 %                 | 5 %                | 4 %                 | 6,5 %          | 7,1 %        |
| Vladimir Zjirinovski               | 5,5 %            | 5 %                 | 4 %                | 4 %                 | 6,6 %          | 5,6 %        |
| Ksenia Sobchak                     | 1 %              | 1 %                 | 1 %                | < 1 %               | 1,2 %          | 1,1 %        |
| Grigory Yavlinsky                  | 0,8 %            | 0 %                 | < 1 %              | < 1 %               | 0,7 %          | 1 %          |
| Sergey Baburin                     | 0,5 %            | 0 %                 | < 1 %              | < 1 %               | 0,2 %          | 0,2 %        |
| Boris Titov                        | 0,2 %            | 0 %                 | < 1 %              | < 1 %               | 0,2 %          | 0,3 %        |
| Maxim Suraykin                     | 0,1 %            | 0 %                 | < 1 %              | < 1 %               | 0,1 %          | 0,3 %        |
| Zou niet stemmen                   | 3 %              | 7 %                 | —                  | —                   | 6 %            | 3,4 %        |
| Plan om het stembiljet te ruïneren | 0,8 %            | 1 %                 | —                  | —                   | 1 %            | 0,6 %        |
| Onbeslist                          | 9,3 %            | 12 %                | 30 %               | 32 %                | 13 %           | 10,7 %       |
| Bron                               | VCIOM            | FOM                 | FBK                | FBK                 | FOM            | VCIOM        |

## Resultaten
| Kandidaat                                                   | Partij                                           | Stemmen     | %      |
| ----------------------------------------------------------- | ------------------------------------------------ | ----------- | ------ |
| Vladimir Poetin                                             | onafhankelijk (gesteund door Verenigd Rusland)   | 56.430.712  | 76,69  |
| Pavel Groedinin                                             | Communistische Partij van de Russische Federatie | 8.659.206   | 11,77  |
| Vladimir Zjirinovski                                        | Liberaal-Democratische Partij van Rusland        | 4.154.985   | 5,65   |
| Ksenia Sobchak                                              | Burgerinitiatief                                 | 1.238.031   | 1,68   |
| Grigory Yavlinsky                                           | Jabloko                                          | 769.644     | 1,05   |
| Boris Titov                                                 | Partij van de Groei                              | 556.801     | 0,76   |
| Maxim Suraykin                                              | Communisten van Rusland                          | 499.342     | 0,68   |
| Sergey Baburin                                              | Russische Volksunie                              | 479.013     | 0,65   |
| Ongeldige/lege biljetten                                    | Ongeldige/lege biljetten                         | 791.258     | 1,08   |
| Totaal                                                      | Totaal                                           | 73.578.992  | 100,00 |
| Geregistreerde kiezers/opkomst                              | Geregistreerde kiezers/opkomst                   | 109.008.428 | 67,5   |
| Bron: Central Election Commission of the Russian Federation |                                                  |             |        |